# Barabba (EP)
Barabba è il primo EP del cantautore italiano Fabrizio Moro, pubblicato il 5 giugno 2009 dalla Warner Music Group.

## Descrizione
Il disco è stato anticipato dal singolo Il senso di ogni cosa, in radio dal 22 maggio dello stesso anno. Il titolo prende spunto dall'omonimo singolo, dedicato agli scandali della politica.
L'album è stato venduto meno rispetto ai precedenti, ma rimanendo comunque 15 settimane nelle classifiche degli album più venduti in Italia.
Il 19 febbraio 2010 l'artista ha pubblicato l'album Ancora Barabba, costituito dai brani dell'EP e ulteriori inediti.

## Tracce
Testi e musiche di Fabrizio Moro, eccetto dove indicato.
1. Il peggio è passato – 4:48
2. Sangue nelle vene – 3:43
3. Barabba – 3:58 (musica: Fabrizio Moro, Andrea Febo)
4. Il senso di ogni cosa – 4:10
5. Il momento giusto – 4:00 (musica: Fabrizio Moro, Fabrizio Termignone)
6. Melodia di giugno – 3:18

## Formazione
- Fabrizio Moro – voce, cori, tastiera, chitarra
- Fabrizio Termignone – tastiera, basso
- Marco Falagiani – pianoforte
- Danilo Molinari – tastiera
- Massimiliano Agati – batteria
- Massimo Barbieri – tastiera
- DJ Jad – scratch
- Claudio Junior Bielli – tastiera, pianoforte
- Luca Marianini – flicorno
- Rodolfo Sarli – trombone, tuba
- Stefano Scalzi – trombone

## Classifiche
| Classifica (2009) | Posizione massima |
| ----------------- | ----------------- |
| Italia            | 39                |